# Gaius Maecenas

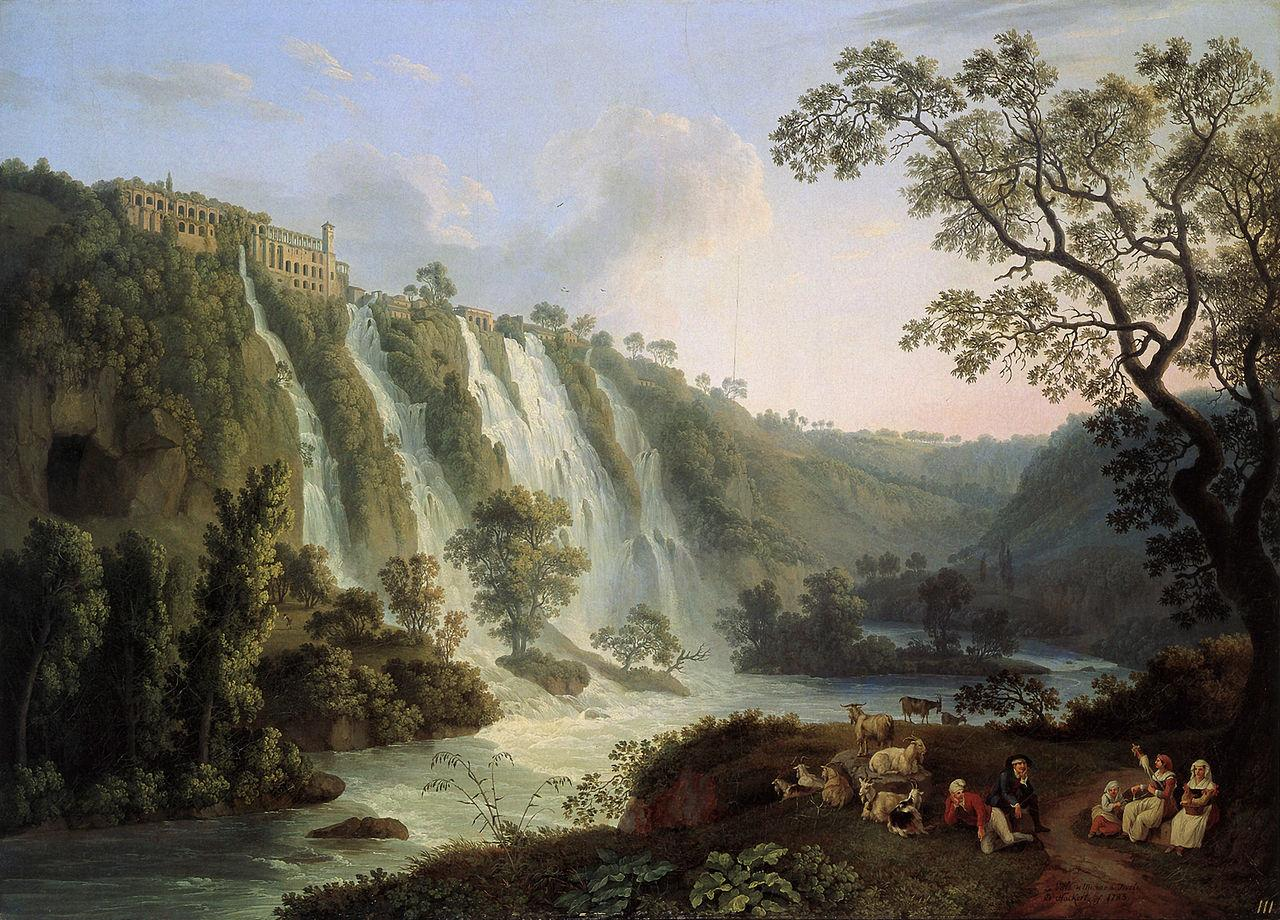
Fiktive Darstellung von Jakob Philipp Hackert: Villa des Maecenas in Tivoli, 1783

Gaius Maecenas (auch Gaius Cilnius Maecenas, deutsch auch Mäcenas; * 13. April um 70 v. Chr. in Arretium; gest. 8 v. Chr. in Rom) war ein Vertrauter und politischer Berater des römischen Kaisers Augustus und ein Förderer der Künste, dessen Name als „Mäzen“ zum Gattungsbegriff wurde.

## Leben und Wirken

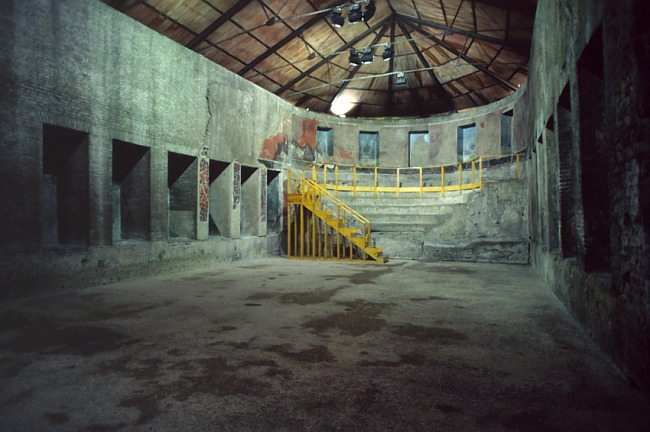
Maecenas-Auditorium, Rom

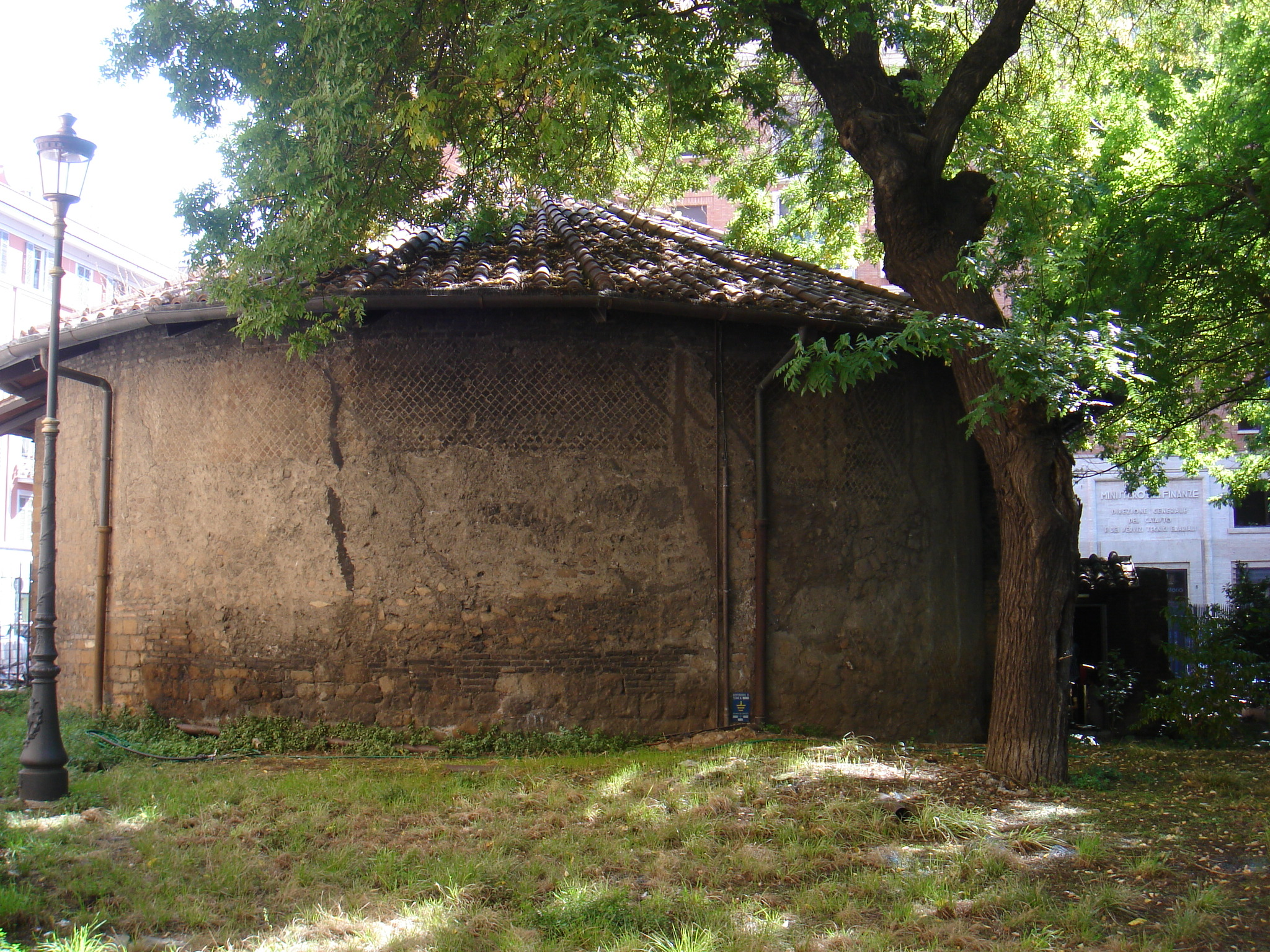
Maecenas-Auditorium, Abbildung von außen, Rom

Maecenas entstammte väterlicherseits dem arretinischen Rittergeschlecht (Eques) der Maecenates, von mütterlicher Seite dem etruskischen Geschlecht der Cilnier. Von daher stammt der Gentilname, der dem seinen mitunter beigefügt wird. Der Dichter Horaz überhöhte die vornehme Abstammung seines Freundes in einer Ode mit der Anrede atavis edite regibus („Spross aus altem königlichem Geschlecht“).
Maecenas gehörte zu den frühesten Vertrauten Oktavians, des Großneffen und Erben Gaius Iulius Caesars. Bereits während der Schlacht bei Philippi 42 v. Chr. befand er sich im unmittelbaren Gefolge des späteren Augustus. Nachdem dieser die Alleinherrschaft über das Römische Reich erlangt hatte, war Maecenas einer der wichtigsten Helfer bei der Konsolidierung des Prinzipats. Loyal und ohne eigenen Ehrgeiz führte er diplomatische Verhandlungen für den Princeps und nahm Staatsgeschäfte für ihn wahr. In späteren Jahren stellte Augustus Maecenas’ Gattin Terentia nach.
Die politische Bedeutung von Maecenas schwächte sich nach 23 v. Chr. erheblich ab. Maecenas trennte sich zunächst von seiner Ehefrau Terentia, die in eine Beziehung zu Octavian getreten war. Deren Adoptivbruder Lucius Licinius Varro Murena wiederum plante eine Verschwörung und Ermordung des Augustus. Die Verschwörung wurde aufgedeckt, was in der Folge dazu führte, dass Maecenas, zugunsten von Marcus Agrippa, fast vollständig aus den Staatsgeschäften entfernt wurde. Dennoch unterhielt Augustus bis zu seinem Tod freundschaftliche Beziehungen zu Maecenas. Im Jahre 18 v. Chr. zog sich Maecenas vollständig aus dem politischen Leben zurück.
Dennoch vermachte der Ratgeber dem Princeps sein Vermögen (solches war gebräuchlich, um das Testament gegen Anfechtungen abzusichern), darunter auch seine umfangreichen Gärten, Horti Maecenatis auf dem Esquilin. Diese wurden später unter Nero in den Komplex der Domus Aurea einbezogen; auf einem hohen Turm in den maecenatischen Besitzungen soll der Kaiser den Großen Brand Roms betrachtet und besungen haben.
Der wohlhabende und das Wohlleben schätzende Maecenas versuchte sich auch in der Dichtkunst, erntete dafür und für seine Lebensweise aber herbe Kritik von Lucius Annaeus Seneca (zum Beispiel in De providentia 3,9 ff). Bleibenden Nachruhm hat Maecenas sich durch seine Förderung junger Dichter erworben, die ihre Dankbarkeit auch in Gedichten bezeugten. Zu ihnen gehören Quintus Horatius Flaccus (Horaz), den er mit einem Landgut (Sabinum) beschenkte, Publius Vergilius Maro, dem er zu einer Entschädigung für sein zugunsten der Veteranenversorgung enteignetes väterliches Erbe verhalf, und auch beider Freunde, die Dichter Sextus Aurelius Propertius und Lucius Varius Rufus. Maecenas’ Dichterkreise haben erheblich zur Propagierung der Idee des Prinzipats beigetragen.

## Rezeption
Die Bezeichnung Mäzen für wohlhabende Förderer von Kunst und Wissenschaft geht auf seinen Namen zurück; ebenso wurden gewisse Preise, die zur Kunstförderung vergeben werden (zum Beispiel „Maecenas“ und „Maecenas-Ehrung“), nach ihm benannt.